# فیلیپو مانیرو
فیلیپو مانیرو (انگلیسی: Filippo Maniero؛ زادهٔ ۱۱ سپتامبر ۱۹۷۲) بازیکن فوتبال اهل ایتالیا است.
از باشگاه‌هایی که در آن بازی کرده‌است می‌توان به باشگاه فوتبال هلاس ورونا، باشگاه فوتبال آسکولی، باشگاه فوتبال تورینو، باشگاه فوتبال پارما، باشگاه فوتبال برشا، باشگاه فوتبال رنجرز، باشگاه فوتبال ونتزیا، باشگاه فوتبال پادوا، باشگاه فوتبال سمپدوریا، باشگاه فوتبال آتالانتا، باشگاه فوتبال آ.ث. میلان، و باشگاه فوتبال پالرمو اشاره کرد.
وی همچنین در تیم ملی فوتبال زیر ۲۱ سال ایتالیا بازی کرده‌است.